# Jenne Magafan
Jenne Magafan (1916–1952) foi uma pintora e muralista americana. Durante a sua curta carreira ganhou destaque nacional pelo seu trabalho no programa de arte do New Deal. A sua irmã gêmea Ethel Magafan também era muralista.
O seu mural de Cowboy Dance de 1941 está localizado na agência dos correios de Anson, Texas. O seu trabalho também encontra-se incluído nas coleções do Museu Smithsoniano de Arte Americana, do Kirkland Museum of Fine &amp; Decorative Art e do Carnegie Museum of Art.
Ela faleceu devido a um aneurisma cerebral em 1952, aos 36 anos.